# Saltos ornamentais nos Jogos Islâmicos da Solidariedade de 2005
Os eventos de saltos ornamentais nos Jogos Islâmicos da Solidariedade de 2005 aconteceram na cidade de Jeddah, na Arabia Saudita e premiou seis atletas.

## Eventos
| Evento          | Ouro                          | Prata                           | Bronze                     |
| --------------- | ----------------------------- | ------------------------------- | -------------------------- |
| 3 m trampolim   | Yeoh Ken Nee · Malásia        | Khairul Safwan Mansur · Malásia | Yegor Ulizko · Cazaquistão |
| 10 m plataforma | Bryan Nickson Lomas · Malásia | Ilgiz Gatyatullin · Cazaquistão | Yegor Ulizko · Cazaquistão |

## Quadro de medalhas
| Ordem | País        | Medalha de ouro | Medalha de prata | Medalha de bronze | Total |
| ----- | ----------- | --------------- | ---------------- | ----------------- | ----- |
| 1     | Malásia     | 2               | 1                | 0                 | 3     |
| 2     | Cazaquistão | 0               | 1                | 2                 | 3     |
|       | Total       | 2               | 2                | 2                 | 6     |